# Alter Friedhof Bleesern

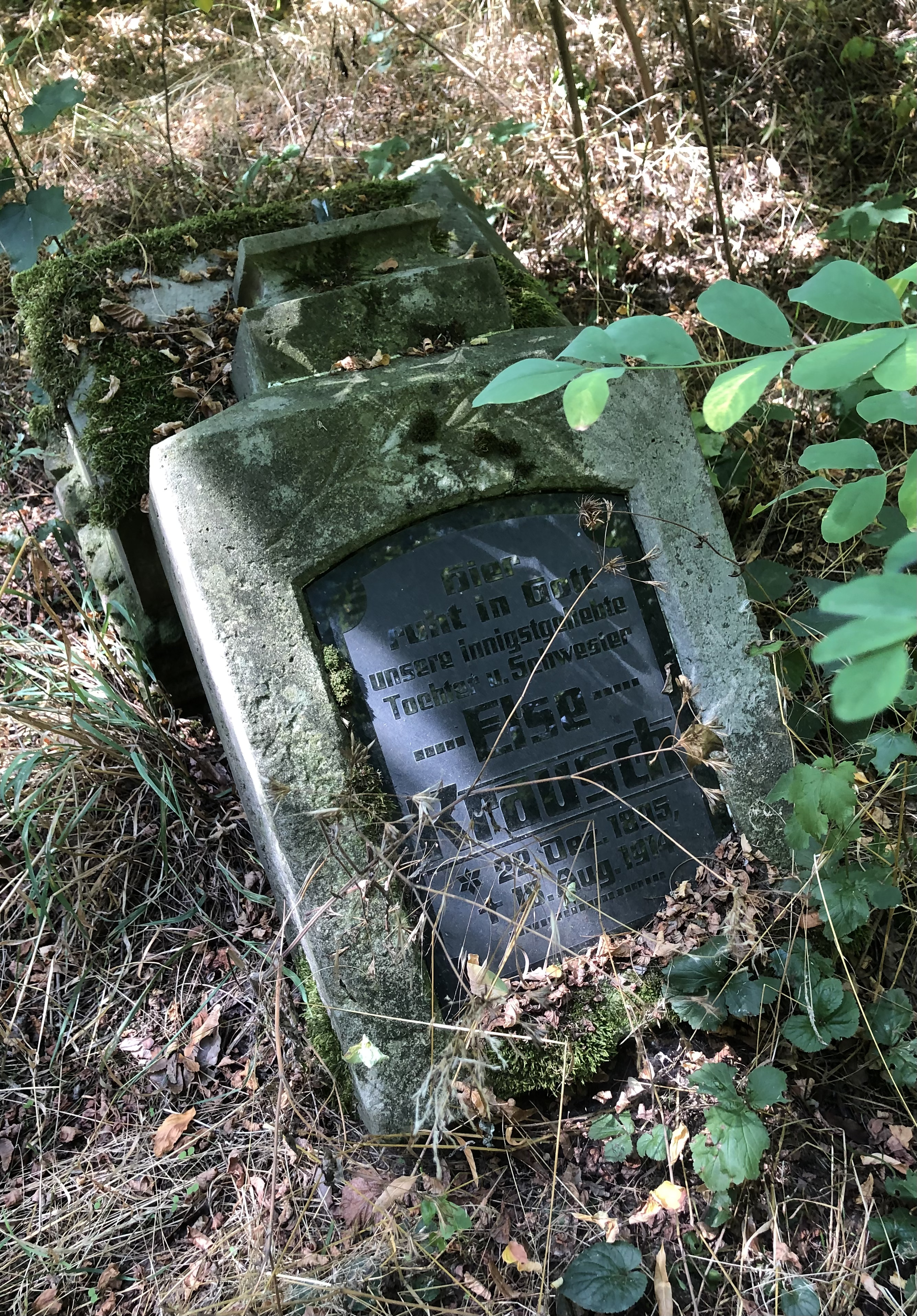
Alter Friedhof Bleesern, 2022

Der Alte Friedhof Bleesern ist ein denkmalgeschützter Friedhof in Seegrehna in der Lutherstadt Wittenberg in Sachsen-Anhalt.
Der Friedhof befindet sich östlich des Friedhofs Bleesern in einem waldartigen Gebiet zwischen Seegrahner Thomas-Müntzer-Straße im Westen und der Seegrahner Waldstraße im Osten.
Der Alte Friedhof Bleesern ist nicht mehr in einer aktuellen Nutzung und ist auch vom noch genutzten benachbarten Friedhof aus nicht zugänglich. Auf dem Alten Friedhof befinden sich diverse Reste von Grabstätten, die jedoch durch Vandalismus vielfach beschädigt oder zerstört sind. Die Friedhofsanlage selbst ist durch Bewuchs überwuchert und nur noch in Ansätzen erkennbar. Die erhaltenen Grabsteine stammen, soweit sie noch erkennbar sind, vom Anfang des 20. Jahrhunderts.
Im Jahr 2021 wurde der Alte Friedhof Bleesern als Baudenkmal unter der Erfassungsnummer 094 36706 in das örtliche Denkmalverzeichnis eingetragen.